# ミッドロージアン

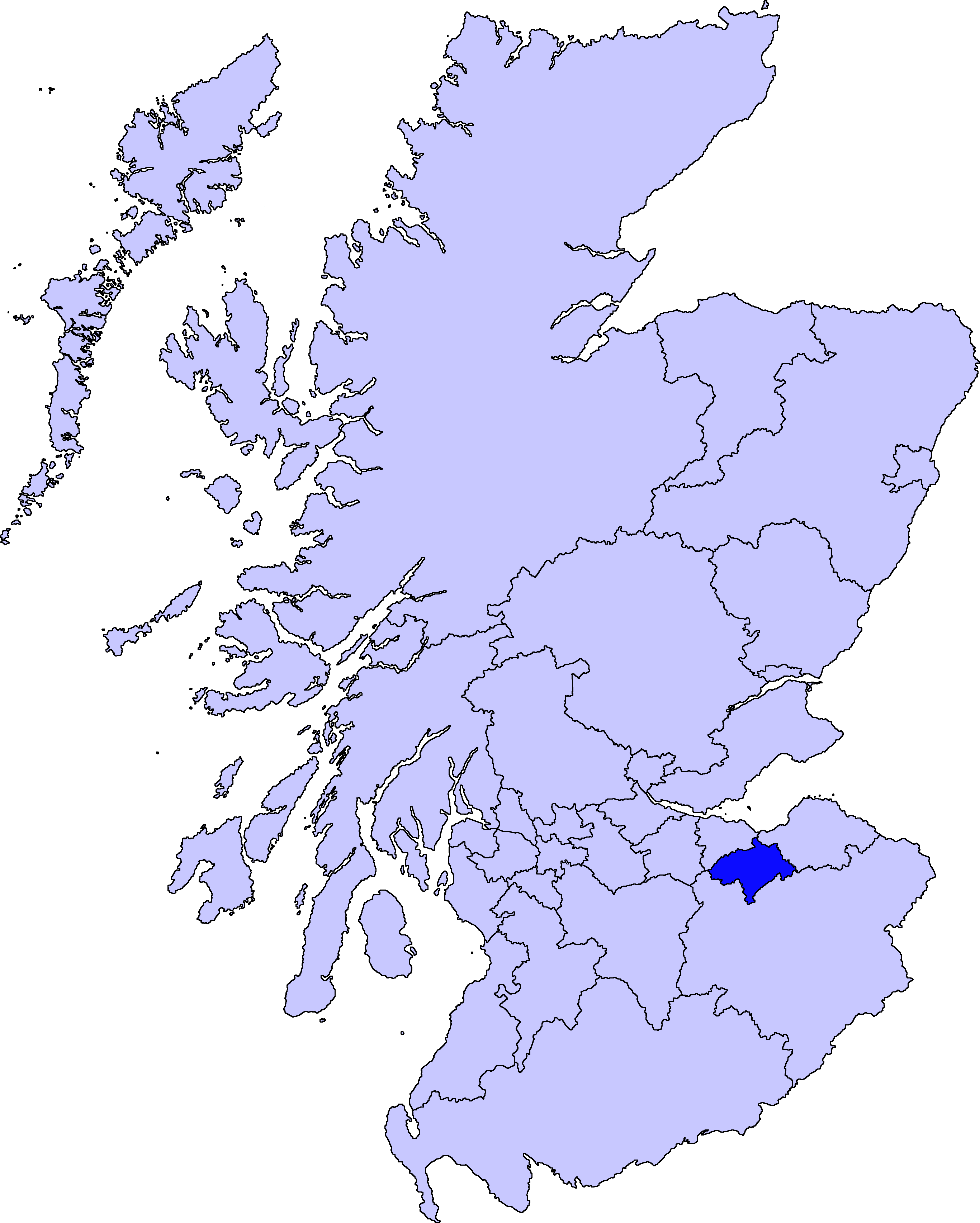
ミッドロージアン

ミッドロージアン（英語：Midlothian, スコットランド・ゲール語：Meadhan Lodainn）は、スコットランドの行政区画の一つ。スコティッシュ・ボーダーズ、イースト・ロージアン、エディンバラ市と接する。総面積354平方キロメートル。人口97,030人（2022年推計）。行政議会所在地はダルキース。

## ミッドロージアンとエディンバラ
かつてのミッドロージアン地方は1921年まで公式にはエディンバラ地方で、19世紀にはエディンバラシャーと呼ばれた。1996年までは、エディンバラ市は、ミッドロージアンに含まれており、ミッドロージアンの州都であった。エディンバラのロイヤル・マイルにあるモザイク『ハート・オブ・ミッドロージアン』、エディンバラに拠点を置くサッカー・クラブ『ハート・オブ・ミドロシアンFC』は、かつてエディンバラがミッドロージアンの一部であった名残である。

## 出身人物
- ウォルター・スコット - 詩人、小説家
- ウィリアム・グラッドストン - 政治家

## 友好関係
ハンガリーのコマーロム・エステルゴム県と友好協定を結んでいる。